# Bram Lomans
Abraham „Bram“ Robertus Lomans (* 19. April 1975 in Roosendaal) ist ein ehemaliger niederländischer Hockeyspieler, der bei den Olympischen Spielen 1996 und 2000 die Goldmedaille gewann.

## Sportliche Karriere
Der 2,00 m große Bram Lomans erzielte in 205 Länderspielen für die Niederländische Nationalmannschaft 141 Tore. Bei den Olympischen Spielen 1996 erzielte er im Finale gegen die Spanier den Treffer zum 3:1, nachdem zuvor Floris Jan Bovelander die ersten beiden Treffer erzielt hatte. Zwei Jahre später trafen die Niederländer im Finale der Weltmeisterschaft 1998 in Utrecht erneut auf die Spanier und gewannen den Titel mit 3:2. 1999 erreichten die Niederländer auch bei der Europameisterschaft in Padua das Finale, unterlagen aber im Neunmeterschießen den Deutschen. Bei den Olympischen Spielen 2000 endete das Finale gegen Südkorea mit 3:3, wobei Stephan Veen die drei Tore der Niederländer erzielte. Im Penaltyschießen gewannen die Niederländer mit 5:4, wobei Lomans den ersten und Veen den letzten Treffer für die Niederländer erzielte. Bei der Weltmeisterschaft 2002 in Kuala Lumpur gewann Lomans noch einmal eine Bronzemedaille. Neben den internationalen Meisterschaften siegte Lomans mit der niederländischen Mannschaft auch bei der Champions Trophy der Herren 1996, 1998 und 2003.
Lomans spielte für den HGC Wassenaar.